# Velike Brusnice
Velike Brusnice – wieś w Słowenii, w gminie miejskiej Novo mesto. W 2018 roku liczyła 481 mieszkańców. 